# Pietro Collivaccino
Pietro Collivacino (zm. 21 września 1220) – włoski kardynał.

## Życiorys
Pochodził z Benewentu, ze szlacheckiej rodziny. Odbył studia prawnicze w Bolonii, uzyskując tytuł magistra. Papież Innocenty III mianował go swoim kapelanem, subdiakonem i notariuszem oraz powierzył mu w 1210 przygotowanie kolekcji dekretów papieskich, zwanej następnie Compilatio Tertia. W 1212 roku został wyniesiony do godności kardynalskiej. W latach 1213-15 działał jako legat papieski we Francji i Aragonii w celu zwalczania herezji katarskiej. Podpisywał bulle papieskie między 19 lutego 1213 a 7 sierpnia 1220. Od 1217 roku był kardynałem biskupem Sabiny.